# 公屿烽堠
29°29′57″N 121°57′32″E / 29.49917°N 121.95889°E
公屿烽堠又名周家山防倭烽火台，是浙江省象山县的一处烽火台，位于爵溪街道周家山山顶。烽火台建于清代，主要作用为防倭报警。烽火台背山面海。台身梯形，由泥土筑成，外砌乱石。台基方形，占地约一百平方米。2011年1月7日，公屿烽堠被纳入第六批浙江省文物保护单位。